# Куашев, Тимур Хамбиевич
Тимур Хамбиевич Куашев (23 декабря 1987, Нальчик — 1 августа 2014, Нальчик) — российский журналист, правозащитник, общественный деятель, корреспондент журнала «Дош».

## Биография
В 2005 году окончил среднюю школу № 28 в Нальчике. После окончания школы поступил на факультет сервиса и туризма Кабардино-Балкарского университета, но затем переключился на изучение юриспруденции. В 2010 году окончил Московскую государственную юридическую академию (МГЮА) по специальности «Уголовное право». Затем учился в аспирантуре МГЮА.

## Деятельность
Материалы Куашева часто публиковались в журнале «Дош» и на портале «Кавказская политика». Также он вёл блог в «Живом Журнале».
В 2012 году вступил в партию «Яблоко».
В январе 2013 года Куашев был одним из организаторов митинга «Против ксенофобии и экстремизма за общественный договор», которая прошла на Манежной площади. Однако акция не была согласована с мэрией Москвы. Участники митинга протестовали против антикавказских настроений в средствах массовой информации и противодействия строительству мечетей.
В мае того же года в Нальчике им был организован митинг против произвола сотрудников милиции. В акции участвовали представители организации «Матери Кабардино-Балкарии за права и свободы граждан» и представители организации «Мир вашему дому», созданной родными погибших сотрудников милиции. Из-за небольшого числа участников (около 20 человек) мероприятие было трансформировано в «пресс-конференцию на открытом воздухе».
Куашев был одним из инициаторов православно-мусульманского диалога, активно боролся с радикализмом и экстремизмом, выступал против запрета хиджабов в школах Ставрополья.
21 мая 2014 года Куашев участвовал в траурном шествии по случаю 150-летия окончания Кавказской войны. С митинга его доставили в отделение милиции, а затем отпустили без каких-либо объяснений. По словам Куашева, в отделении ему угрожали расправой если он не прекратит свою деятельность.
В июле 2014 года в своём блоге Куашевым было опубликовано открытое обращение к исполняющему обязанности главы Кабардино-Балкарии Юрию Кокову и главе администрации Нальчика Мухамеду Кодзокову. Куашев требовал построить мечети в каждом микрорайоне, убрать «колхозный рынок» из центра города, использовать автобусы муниципального парка вместо частных маршруток.
25 июля 2014 года в Махачкале, в редакции газеты «Черновик» состоялся «круглый стол» под названием «Взгляд мусульман России на причины палестино-израильского противостояния и перспективы его преодоления». Это было последнее публичное мероприятие, в котором участвовал Тимур Куашев. Куашев назвал события в Секторе Газа геноцидом палестинского народа и проводил аналогии с обстановкой на Северном Кавказе.
В планах Куашева было участие в выборах в депутаты парламента Кабардино-Балкарии от партии «Яблоко». Выборы должны были состояться 14 сентября 2014 года.

## Гибель

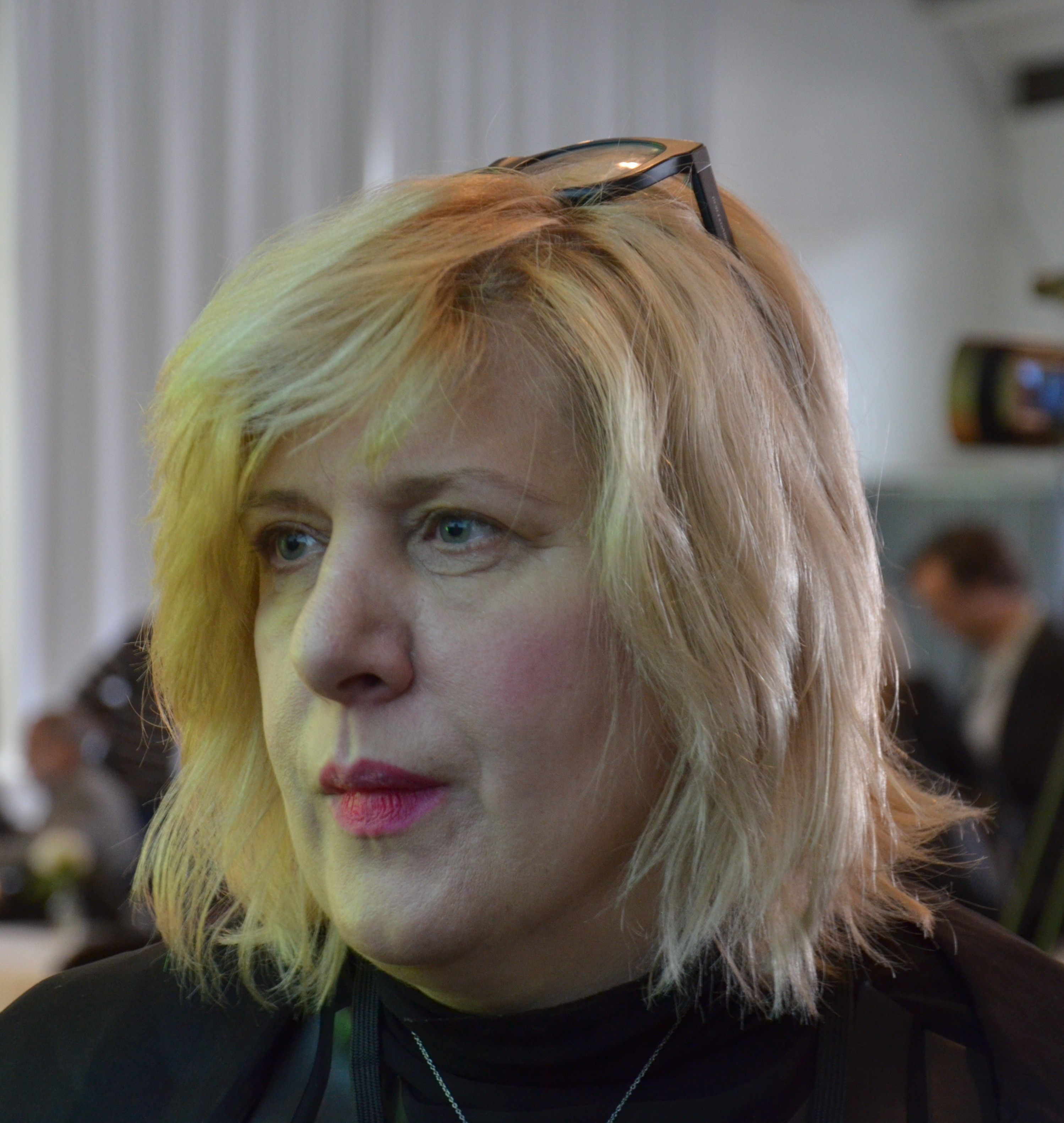
Представитель ОБСЕ по вопросам свободы слова Дуня Миятович.

31 июля 2014 года Куашев ушёл из дома, оставив документы и мобильный телефон. На следующий день его тело было обнаружено у дороги в лесу близ Нальчика. 2 августа он был похоронен. В процессии участвовало около 200 человек, среди которых были друзья Куашева и известные общественные деятели Дагестана и Кабардино-Балкарии. Один из друзей Куашева заявил, что на его теле были обнаружены следы отравления.
Гибель Куашева вызвала широкий общественный резонанс. Представительница ОБСЕ по вопросам свободы слова Дуня Миятович выразила соболезнования по случаю гибели Куашева и потребовала тщательного расследования обстоятельств его гибели. С такими же требованиями выступил целый ряд общественных деятелей и правозащитных организаций. К 22 января 2015 года петицию, в которой требовалось раскрыть убийство, подписали около 500 человек. К 31 июля эта цифра возросла до 850 человек.
Валерий Хатажуков, руководитель Кабардино-Балкарского правозащитного центра и активист партии «Яблоко», высказал мнение, что смерть Куашева связана с его правозащитной деятельностью. По заявлению редактора журнала «Дош» Абдуллы Дудуева, за журналистом велась слежка. Сам Куашев неоднократно сообщал об угрозах в свой адрес.

## Расследование
2 августа 2014 года от родственников было получено разрешение на вскрытие тела. Результаты вскрытия планировалось обнародовать в течение месяца.
4 августа председатель партии «Яблоко» Сергей Митрохин направил главе Следственного комитета РФ Александру Бастрыкину обращение с требованием о возбуждении уголовного дела. В обращении отмечалось, что Тимуру Куашеву неоднократно угрожали, а его общественная и журналистская деятельность на Северном Кавказе были небезопасны и могли стать поводом к покушению на его жизнь. Митрохин просил взять дело Куашева под личный контроль и направить в Кабардино-Балкарскую республику следователей из Москвы.
15 августа было сообщено об обнаружении на теле Куашева следов инъекции, но также было сказано, что эксперты не смогли пока сделать выводы о причинах смерти правозащитника. 25 августа Генеральная прокуратура РФ взяла под контроль ход расследования. 12 сентября было сообщено, что экспертиза, проведённая в Кабардино-Балкарии, не смогла ответить на вопрос о причинах смерти Куашева. 6 декабря того же года стало известно, что по делу было допрошено 80 человек и собрано 9 томов материалов, но установить преступника не удалось.
31 июля 2015 года, в годовщину гибели Куашева, активисты партии «Яблоко» провели одиночный пикет у зданий Генеральной прокуратуры и Следственного комитета России, с требованием перевести уголовное дело на федеральный уровень, поскольку «… складывается впечатление, что дело об убийстве Куашева намеренно ведут к нераскрытию, впрочем, как и все дела по убийству журналистов на Кавказе». Сотрудники учреждений переписали их паспортные данные.
2 августа того же года в Нальчике около 25 человек приняли участие в акции памяти Тимура Куашева.
24 декабря руководитель следственного управления по Кабардино-Балкарии заявил, что причиной смерти Куашева стала острая коронарная недостаточность, и никаких оснований считать, что Куашев был отравлен, у экспертов нет. Также было сказано, что по делу допрошено более 100 человек и произведено более 200 оперативно-следственных мероприятий. Была высказана надежда завершить расследование к апрелю 2016 года.
Версия властей подверглась жёсткой критике со стороны правозащитников, которые обвинили следователей в формальном подходе к своим обязанностям. Руководитель правозащитной организации «Машр» Магомед Муцольгов сказал:
У меня нет оснований верить следствию и проводимым им экспертизам, и эти мои убеждения связаны не столько с многолетним опытом работы в сфере защиты прав человека, сколько с конкретными примерами. Я убежден, что это дело не будет раскрыто, точно так же, как и дело по факту убийства Макшарипа Аушева, который, к слову, был убит в Кабардино-Балкарии. При этом хочу особо подчеркнуть, я абсолютно уверен, что у большинства следователей в нашей стране достаточно опыта, чтобы раскрывать подобные преступления. Точно так же я уверен, что у них есть необходимые для этого силы и средства. Подобные дела должны рассматриваться в чисто правовом поле, без всяких интриг и политической составляющей.
8 июня 2016 года было сообщено о закрытии уголовного дела по факту убийства Куашева ввиду отсутствия в организме последнего следов отравления. Адвокат Заур Шомахов заявил, что будет обжаловать данное решение.
В марте 2017 года решение о закрытии уголовного дела было признано незаконным. Судья обязал следствие устранить допущенные нарушения. Также был признан незаконным отказ в возбуждении уголовного дела по факту угроз в адрес правозащитника.
В июне 2018 года родители Тимура Куашева направили жалобу в Европейский суд по правам человека. Они жалуются, что государство не смогло защитить человека, в адрес которого поступали угрозы, а следствие не проверило должным образом все обстоятельства дела.
27 января 2021 года было опубликовано расследование Bellingcat и The Insider при участии Der Spiegel, в котором говорится, что группа сотрудников Второй службы ФСБ, участвовавшая в отравлении Алексея Навального, причастна к убийству Куашева, а также общественного деятеля Руслана Магомедрагимова 24 марта 2015 года в городе Каспийск в Дагестане и лидера движения «Новая Россия» Никиты Исаева 16 ноября 2019 года в поезде Тамбов-Москва.